# Mistrzostwa Czterech Kontynentów w Łyżwiarstwie Figurowym 2020
Mistrzostwa czterech kontynentów w łyżwiarstwie figurowym 2020 – 22. edycja zawodów rangi mistrzowskiej dla łyżwiarzy figurowych z Azji, Afryki, Ameryki oraz Australii i Oceanii. Mistrzostwa odbyły się od 4 do 9 lutego 2020 roku w Seulu w hali Mokdong Ice Rink.
W konkurencji solistów pierwszy tytuł mistrza czterech kontynentów zdobył Japończyk Yuzuru Hanyū, który tym samym został pierwszym solistą zdobywającym tzw. Super Szlem (zwycięstwo we wszystkich najważniejszych zawodach seniorskich i juniorskich). Wśród solistek tytuł obroniła jego rodaczka Rika Kihira. W parach sportowych szósty tytuł mistrzów czterech kontynentów wywalczyli Chińczycy Sui Wenjing i Han Cong, zaś w parach tanecznych po raz drugi z rzędu wygrali Amerykanie Madison Chock i Evan Bates.

## Kwalifikacje
W zawodach mogli wziąć udział reprezentanci czterech kontynentów: Azji, Afryki, Ameryki oraz Australii i Oceanii, którzy przed dniem 1 lipca 2019 roku ukończyli 15 rok życia (tj. urodzili się do 30 czerwca 2004 roku). W odróżnieniu od innych zawodów rangi mistrzowskiej w łyżwiarstwie figurowym, każdy kraj może wystawić 3 reprezentantów w każdej konkurencji, niezależnie od wyników osiągniętych przed rokiem.
Warunkiem uczestnictwa zawodników wytypowanych przez krajową federację jest uzyskanie minimalnej oceny technicznej (TES) na międzynarodowych zawodach ISU w sezonie bieżącym lub poprzednim. Punkty za oba programy mogą być zdobyte na różnych zawodach. ISU akceptuje wyniki, jeśli zostały uzyskane na międzynarodowych konkursach uznawanych przez ISU na co najmniej 21 dni przed pierwszym oficjalnym dniem treningowym mistrzostw.
| Minimalna ocena techniczna (TES) | Minimalna ocena techniczna (TES) | Minimalna ocena techniczna (TES) |
| Konkurencja                      | SP / RD                          | FS / FD                          |
| -------------------------------- | -------------------------------- | -------------------------------- |
| Soliści                          | 28                               | 46                               |
| Solistki                         | 23                               | 40                               |
| Pary sportowe                    | 25                               | 42                               |
| Pary taneczne                    | 28                               | 44                               |

## Terminarz
| Data     | Godzina                     | Konkurencja     | Segment          |
| -------- | --------------------------- | --------------- | ---------------- |
| 6 lutego | 11:00 UTC+09:00 / 03:00 CET | Pary taneczne   | Taniec rytmiczny |
| 6 lutego | 14:15 UTC+09:00 / 06:15 CET | Pary sportowe   | Program krótki   |
| 6 lutego | 18:40 UTC+09:00 / 10:40 CET | Solistki        | Program krótki   |
| 7 lutego | 13:30 UTC+09:00 / 05:30 CET | Pary taneczne   | Taniec dowolny   |
| 7 lutego | 18:05 UTC+09:00 / 10:05 CET | Soliści         | Program krótki   |
| 8 lutego | 13:00 UTC+09:00 / 05:00 CET | Solistki        | Program dowolny  |
| 8 lutego | 18:15 UTC+09:00 / 10:15 CET | Pary sportowe   | Program dowolny  |
| 9 lutego | 11:30 UTC+09:00 / 03:30 CET | Soliści         | Program dowolny  |
| 9 lutego | 17:30 UTC+09:00 / 09:30 CET | Pokazy mistrzów | Pokazy mistrzów  |

## Klasyfikacja medalowa
| L.p. | Reprezentacja     | Złoto | Srebro | Brąz | Razem |
| ---- | ----------------- | ----- | ------ | ---- | ----- |
| 1    | Japonia           | 2     | 0      | 1    | 3     |
| 2    | Stany Zjednoczone | 1     | 1      | 2    | 4     |
| 3    | Chiny             | 1     | 1      | 0    | 2     |
| 4    | Kanada            | 0     | 1      | 1    | 2     |
| 5    | Korea Południowa  | 0     | 1      | 0    | 1     |

## Rekordy świata
| Rekordy świata (GOE±5) na moment rozpoczęcia zawodów (stan na 6 lutego 2020): | Rekordy świata (GOE±5) na moment rozpoczęcia zawodów (stan na 6 lutego 2020): | Rekordy świata (GOE±5) na moment rozpoczęcia zawodów (stan na 6 lutego 2020): | Rekordy świata (GOE±5) na moment rozpoczęcia zawodów (stan na 6 lutego 2020): | Rekordy świata (GOE±5) na moment rozpoczęcia zawodów (stan na 6 lutego 2020): | Rekordy świata (GOE±5) na moment rozpoczęcia zawodów (stan na 6 lutego 2020): |
| Konkurencja                                                                   | Segment                                                                       | Zawodnicy                                                                     | Punkty                                                                        | Zawody                                                                        | Data                                                                          |
| ----------------------------------------------------------------------------- | ----------------------------------------------------------------------------- | ----------------------------------------------------------------------------- | ----------------------------------------------------------------------------- | ----------------------------------------------------------------------------- | ----------------------------------------------------------------------------- |
| Soliści                                                                       | Nota łączna                                                                   | Nathan Chen                                                                   | 335,30                                                                        | Finał Grand Prix 2019                                                         | 7 grudnia 2019                                                                |
| Soliści                                                                       | Program dowolny                                                               | Nathan Chen                                                                   | 224,92                                                                        | Finał Grand Prix 2019                                                         | 7 grudnia 2019                                                                |
| Soliści                                                                       | Program krótki                                                                | Yuzuru Hanyū                                                                  | 110,53                                                                        | Rostelecom Cup 2018                                                           | 16 listopada 2018                                                             |
| Solistki                                                                      | Nota łączna                                                                   | Alona Kostornoj                                                               | 247,59                                                                        | Finał Grand Prix 2019                                                         | 7 grudnia 2019                                                                |
| Solistki                                                                      | Program dowolny                                                               | Aleksandra Trusowa                                                            | 166,62                                                                        | Skate Canada International 2019                                               | 26 października 2019                                                          |
| Solistki                                                                      | Program krótki                                                                | Alona Kostornoj                                                               | 85,45                                                                         | Finał Grand Prix 2019                                                         | 6 grudnia 2019                                                                |
| Pary sportowe                                                                 | Nota łączna                                                                   | Sui Wenjing / Han Cong                                                        | 234,84                                                                        | Mistrzostwa świata 2019                                                       | 21 marca 2019                                                                 |
| Pary sportowe                                                                 | Program dowolny                                                               | Sui Wenjing / Han Cong                                                        | 155,60                                                                        | Mistrzostwa świata 2019                                                       | 21 marca 2019                                                                 |
| Pary sportowe                                                                 | Program krótki                                                                | Aleksandra Bojkowa / Dmitrij Kozłowski                                        | 82,34                                                                         | Mistrzostwa Europy 2020                                                       | 22 stycznia 2020                                                              |
| Pary taneczne                                                                 | Nota łączna                                                                   | Gabriella Papadakis / Guillaume Cizeron                                       | 226,61                                                                        | NHK Trophy 2019                                                               | 23 listopada 2019                                                             |
| Pary taneczne                                                                 | Taniec dowolny                                                                | Gabriella Papadakis / Guillaume Cizeron                                       | 136,58                                                                        | NHK Trophy 2019                                                               | 23 listopada 2019                                                             |
| Pary taneczne                                                                 | Taniec rytmiczny                                                              | Gabriella Papadakis / Guillaume Cizeron                                       | 90,03                                                                         | NHK Trophy 2019                                                               | 22 listopada 2019                                                             |

W trakcie zawodów ustanowiono następujące rekordy świata (GOE±5):
| Konkurencja | Segment        | Zawodnicy    | Punkty | Data          |
| ----------- | -------------- | ------------ | ------ | ------------- |
| Soliści     | Program krótki | Yuzuru Hanyū | 111,82 | 7 lutego 2020 |

## Wyniki

### Soliści
| Poz.                                 | Zawodnik              | Reprezentacja     | Nota łączna | SP | SP        | FS | FS     |
| ------------------------------------ | --------------------- | ----------------- | ----------- | -- | --------- | -- | ------ |
| 1                                    | Yuzuru Hanyū          | Japonia           | 299,42      | 1  | 111,82 WR | 1  | 187,60 |
| 2                                    | Jason Brown           | Stany Zjednoczone | 274,82      | 3  | 94,71     | 2  | 180,11 |
| 3                                    | Yuma Kagiyama         | Japonia           | 270,61      | 5  | 91,61     | 3  | 179,00 |
| 4                                    | Jin Boyang            | Chiny             | 267,67      | 2  | 95,83     | 5  | 171,84 |
| 5                                    | Cha Jun-hwan          | Korea Południowa  | 265,43      | 6  | 90,37     | 4  | 175,06 |
| 6                                    | Nam Nguyen            | Kanada            | 251,60      | 9  | 85,24     | 6  | 166,36 |
| 7                                    | Kazuki Tomono         | Japonia           | 251,05      | 7  | 88,22     | 7  | 162,83 |
| 8                                    | Keegan Messing        | Kanada            | 243,93      | 4  | 94,03     | 10 | 149,90 |
| 9                                    | Tomoki Hiwatashi      | Stany Zjednoczone | 240,78      | 8  | 88,09     | 9  | 152,69 |
| 10                                   | Yan Han               | Chiny             | 239,41      | 11 | 82,32     | 8  | 157,09 |
| 11                                   | Camden Pulkinen       | Stany Zjednoczone | 226,82      | 10 | 84,66     | 11 | 142,16 |
| 12                                   | Brendan Kerry         | Australia         | 213,11      | 12 | 76,70     | 14 | 136,41 |
| 13                                   | Zhang He              | Chiny             | 210,06      | 15 | 71,58     | 12 | 138,48 |
| 14                                   | Lee Si-hyeong         | Korea Południowa  | 203,50      | 16 | 67,00     | 13 | 136,50 |
| 15                                   | Donovan Carrillo      | Meksyk            | 201,09      | 13 | 73,13     | 16 | 127,96 |
| 16                                   | Roman Sadovsky        | Kanada            | 200,50      | 17 | 65,87     | 15 | 134,63 |
| 17                                   | Lee June-hyoung       | Korea Południowa  | 198,95      | 14 | 72,74     | 17 | 126,21 |
| 18                                   | Christopher Caluza    | Filipiny          | 171,45      | 20 | 60,70     | 18 | 110,75 |
| 19                                   | James Min             | Australia         | 167,81      | 21 | 59,71     | 19 | 108,10 |
| 20                                   | Edrian Paul Celestino | Filipiny          | 167,65      | 18 | 65,11     | 21 | 102,54 |
| 21                                   | Micah Kai Lynette     | Tajlandia         | 156,71      | 23 | 50,77     | 20 | 105,94 |
| 22                                   | Harrison Jon-Yen Wong | Hongkong          | 155,30      | 22 | 56,98     | 22 | 98,32  |
| 23                                   | Tsao Chih-i           | Chińskie Tajpej   | 152,80      | 19 | 62,50     | 24 | 90,30  |
| 24                                   | Jordan Dodds          | Australia         | 148,78      | 24 | 50,74     | 23 | 98,04  |
| Nie awansowali do programu dowolnego |                       |                   |             |    |           |    |        |
| 25                                   | Micah Tang            | Chińskie Tajpej   | NQ          | 25 | 45,91     | NQ | NQ     |

### Solistki
| Poz. | Zawodniczka                | Reprezentacja     | Nota łączna | SP  | SP    | FS  | FS     |
| ---- | -------------------------- | ----------------- | ----------- | --- | ----- | --- | ------ |
| 1    | Rika Kihira                | Japonia           | 232,34      | 1   | 81,18 | 1   | 151,16 |
| 2    | You Young                  | Korea Południowa  | 223,23      | 3   | 73,55 | 2   | 149,68 |
| 3    | Bradie Tennell             | Stany Zjednoczone | 222,97      | 2   | 75,93 | 3   | 147,04 |
| 4    | Wakaba Higuchi             | Japonia           | 207,46      | 5   | 72,95 | 5   | 134,51 |
| 5    | Kaori Sakamoto             | Japonia           | 202,79      | 4   | 73,07 | 8   | 129,72 |
| 6    | Kim Ye-lim                 | Korea Południowa  | 202,76      | 7   | 68,10 | 4   | 134,66 |
| 7    | Karen Chen                 | Stany Zjednoczone | 201,06      | 8   | 67,28 | 6   | 133,78 |
| 8    | Lim Eun-soo                | Korea Południowa  | 200,59      | 6   | 68,40 | 7   | 132,19 |
| 9    | Amber Glenn                | Stany Zjednoczone | 190,83      | 9   | 65,39 | 9   | 125,44 |
| 10   | Alicia Pineault            | Kanada            | 173,55      | 10  | 57,09 | 10  | 116,46 |
| 11   | Chen Hongyi                | Chiny             | 167,26      | 11  | 56,81 | 11  | 110,45 |
| 12   | Kailani Craine             | Australia         | 161,15      | 13  | 54,93 | 13  | 106,22 |
| 13   | Zhu Yi                     | Chiny             | 155,41      | 12  | 55,53 | 14  | 99,88  |
| 14   | Alison Schumacher          | Kanada            | 150,73      | 18  | 42,55 | 12  | 108,18 |
| 15   | Emily Bausback             | Kanada            | 147,23      | 14  | 49,10 | 15  | 98,13  |
| 16   | Andrea Montesinos Cantú    | Meksyk            | 135,24      | 15  | 47,40 | 18  | 87,84  |
| 17   | Jenny Shyu                 | Chińskie Tajpej   | 134,80      | 16  | 44,95 | 16  | 89,85  |
| 18   | Alisson Krystle Perticheto | Filipiny          | 129,99      | 19  | 40,67 | 17  | 89,32  |
| 19   | Cheuk Ka Kahlen Cheung     | Hongkong          | 121,29      | 17  | 44,73 | 20  | 76,56  |
| 20   | Amy Lin                    | Chińskie Tajpej   | 116,97      | 20  | 40,29 | 19  | 76,68  |
| 21   | Aiza Mambekowa             | Kazachstan        | 107,68      | 21  | 37,91 | 21  | 69,77  |
| WD   | Yi Christy Leung           | Hongkong          | DNS         | DNS | DNS   | DNS | DNS    |
| WD   | Chloe Ing                  | Singapur          | DNS         | DNS | DNS   | DNS | DNS    |

### Pary sportowe
| 1  | Sui Wenjing / Han Cong                      | Chiny             | 217,51 | 3   | 73,17 | 1   | 144,34 |     |     |     |
| 2  | Peng Cheng / Jin Yang                       | Chiny             | 213,29 | 2   | 75,96 | 2   | 137,33 |     |     |     |
| 3  | Kirsten Moore-Towers / Michael Marinaro     | Kanada            | 201,80 | 1   | 76,36 | 4   | 125,44 |     |     |     |
| 4  | Jessica Calalang / Brian Johnson            | Stany Zjednoczone | 196,15 | 4   | 67,76 | 3   | 128,39 |     |     |     |
| 5  | Tarah Kayne / Danny O’Shea                  | Stany Zjednoczone | 186,20 | 7   | 62,65 | 5   | 123,55 |     |     |     |
| 6  | Evelyn Walsh / Trennt Michaud               | Kanada            | 177,58 | 6   | 62,97 | 6   | 114,61 |     |     |     |
| 7  | Lubow Iluszeczkina / Charlie Bilodeau       | Kanada            | 171,32 | 8   | 57,87 | 7   | 113,45 |     |     |     |
| 8  | Riku Miura / Ryuichi Kihara                 | Japonia           | 167,50 | 9   | 57,45 | 8   | 110,05 |     |     |     |
| 9  | Isabella Gamez / David-Alexandre Paradis    | Filipiny          | 127,43 | 10  | 47,34 | 9   | 80,09  |     |     |     |
| WD | Alexa Scimeca Knierim / Chris Knierim       | Stany Zjednoczone | DNF    | 5   | 63,14 | DNF | DNF    | DNF | DNF | DNF |
| WD | Tang Feiyao / Yang Yongchao                 | Chiny             | DNS    | DNS | DNS   | DNS | DNS    |     |     |     |
| WD | Jekatierina Aleksandrowska / Harley Windsor | Australia         | DNS    | DNS | DNS   | DNS | DNS    |     |     |     |

### Pary taneczne
Wzorem tańca rytmicznego był Finnstep.
| Poz. | Zawodnicy                              | Reprezentacja     | Nota łączna | RD | RD    | FD | FD     |
| ---- | -------------------------------------- | ----------------- | ----------- | -- | ----- | -- | ------ |
| 1    | Madison Chock / Evan Bates             | Stany Zjednoczone | 213,18      | 2  | 85,76 | 1  | 127,42 |
| 2    | Piper Gilles / Paul Poirier            | Kanada            | 210,18      | 3  | 83,92 | 2  | 126,26 |
| 3    | Madison Hubbell / Zachary Donohue      | Stany Zjednoczone | 208,72      | 1  | 85,95 | 3  | 122,77 |
| 4    | Wang Shiyue / Liu Xinyu                | Chiny             | 196,75      | 4  | 77,45 | 4  | 119,30 |
| 5    | Marjorie Lajoie / Zachary Lagha        | Kanada            | 192,11      | 5  | 76,43 | 6  | 115,68 |
| 6    | Kaitlin Hawayek / Jean-Luc Baker       | Stany Zjednoczone | 188,49      | 7  | 71,93 | 5  | 116,56 |
| 7    | Carolane Soucisse / Shane Firus        | Kanada            | 174,41      | 6  | 73,32 | 7  | 101,09 |
| 8    | Yura Min / Daniel Eaton                | Korea Południowa  | 163,26      | 8  | 64,38 | 8  | 98,88  |
| 9    | Holly Harris / Jason Chan              | Australia         | 161,05      | 10 | 62,83 | 9  | 98,22  |
| 10   | Chen Hong / Sun Zhuoming               | Chiny             | 158,70      | 9  | 63,22 | 11 | 95,48  |
| 11   | Misato Komatsubara / Tim Koleto        | Japonia           | 157,20      | 11 | 61,45 | 10 | 95,75  |
| 12   | Ning Wanqi / Wang Chao                 | Chiny             | 145,22      | 12 | 59,18 | 12 | 86,04  |
| 13   | Rikako Fukase / Eichu Cho              | Japonia           | 143,94      | 14 | 58,13 | 13 | 85,81  |
| 14   | Chantelle Kerry / Andrew Dodds         | Australia         | 143,59      | 13 | 58,30 | 14 | 85,29  |
| 15   | Matilda Friend / William Badaoui       | Australia         | 137,36      | 15 | 55,80 | 16 | 81,56  |
| 16   | Maxine Weatherby / Tiemirłan Jerżhanow | Kazachstan        | 132,27      | 16 | 50,33 | 15 | 81,94  |

## Medaliści

### Nota łączna
Medaliści mistrzostw po zsumowaniu punktów za oba programy/tańce w poszczególnych konkurencjach:
| Konkurencja   | Złoto                      | Srebro                      | Brąz                                    |
| Soliści       | Yuzuru Hanyū               | Jason Brown                 | Yuma Kagiyama                           |
| Solistki      | Rika Kihira                | You Young                   | Bradie Tennell                          |
| Pary sportowe | Sui Wenjing / Han Cong     | Peng Cheng / Jin Yang       | Kirsten Moore-Towers / Michael Marinaro |
| Pary taneczne | Madison Chock / Evan Bates | Piper Gilles / Paul Poirier | Madison Hubbell / Zachary Donohue       |

### Program/taniec dowolny
Zdobywcy małych medali za drugi segment zawodów tj. program/taniec dowolny:
| Konkurencja   | Złoto                      | Srebro                      | Brąz                              |
| Soliści       | Yuzuru Hanyū               | Jason Brown                 | Yuma Kagiyama                     |
| Solistki      | Rika Kihira                | You Young                   | Bradie Tennell                    |
| Pary sportowe | Sui Wenjing / Han Cong     | Peng Cheng / Jin Yang       | Jessica Calalang / Brian Johnson  |
| Pary taneczne | Madison Chock / Evan Bates | Piper Gilles / Paul Poirier | Madison Hubbell / Zachary Donohue |

### Program krótki/taniec rytmiczny
Zdobywcy małych medali za pierwszy segment zawodów tj. program krótki lub taniec rytmiczny:
| Konkurencja   | Złoto                                   | Srebro                     | Brąz                        |
| Soliści       | Yuzuru Hanyū                            | Jin Boyang                 | Jason Brown                 |
| Solistki      | Rika Kihira                             | Bradie Tennell             | You Young                   |
| Pary sportowe | Kirsten Moore-Towers / Michael Marinaro | Peng Cheng / Jin Yang      | Sui Wenjing / Han Cong      |
| Pary taneczne | Madison Hubbell / Zachary Donohue       | Madison Chock / Evan Bates | Piper Gilles / Paul Poirier |